# Camponotus flavolimbatus
Camponotus flavolimbatus é uma espécie de inseto do gênero Camponotus, pertencente à família Formicidae.